# ビアメカニクス
ビアメカニクス株式会社は、電子部品加工機器などを製造する企業。2013年まで日立グループに属していた。

## 事業
電子部品加工装置の製造・販売・据付、保守点検・修理・部品供給および露光装置等の関連装置の製造・販売。プリント配線板加工用のドリル穴明け、CO2レーザーによる小径穴加工装置に強みを持つ。

## 沿革
- 1945年 - 日立精機の川崎工場が分離し、当社前身となる日立製作所川崎工場を設立。この時期を境に、日立精機は日立グループから離脱した。
- 1968年8月 - 日立製作所より分離独立し、日立精工株式会社設立。
- 1974年10月 - 日立製作所亀戸工場より溶接機部門の移管を受ける。
- 1981年1月 - 本社工場を海老名市に移転。
- 1996年4月 - 子会社の日立精工エンジニアリング（後の日立ビアエンジニアリング）に印刷機械の製造・販売を移管。
- 1999年4月 - 会社名を日立ビアメカニクス株式会社に変更。
- 2002年3月 - 子会社の京浜産業株式会社に工作機械・溶接機の製造を移管。
- 2009年1月 - 小野測器よりプリント基板露光装置部門の移管を受ける、宇都宮製造センター設立。
- 2010年4月 - 子会社の日立ビアエンジニアリングを吸収合併、宇都宮製造センターを廃止し本社工場に集約。
- 2013年
  - 10月 - 日立製作所が、所有する当社全株式を投資会社ロングリーチグループに譲渡[1]。
  - 11月1日 - ビアメカニクス株式会社に社名変更[2]。
- 2021年4月1日 - ロングリーチグループが、所有する当社全株式をアドバンテッジパートナーズ出資の特別目的会社へ譲渡[3]。